# Signo linguístico
Signo é algo que é usado, referido ou tomado no lugar de outra coisa (aliquid pro aliquo). A palavra signo, portanto, pode abarcar desde os "signos naturais", também chamados de índices ou sintomas, como as nuvens carregadas e a fumaça, que indicam (são índices de) chuva e fogo, respectivamente; até os signos substitutivos (ícones), como a maquete de um edifício, a planta de uma casa ou o retrato de uma pessoa e os símbolos (a bandeira de um país, a suástica, a estrela de David, etc.).
O signo linguístico é, contrariamente às nuvens da chuva e à fumaça, um signo artificial. Esse mesmo signo linguístico é, também, o signo propriamente dito, em oposição aos signos com expressão derivativa, como os sinais, os signos substitutivos e os símbolos, mencionados anteriormente. O signo linguístico é artificial pois remonta uma relação arbitrária entre um significado e um significante, como descrito por Ferdinand de Saussure, em seu Curso de Linguística Geral. Saussure definiu o signo linguístico como o formativo da relação (sua formante) entre um conceito e uma imagem sonora. Tanto conceitos, como imagens sonoras, são entidades mentais. A imagem acústica (ou sonora) "não é o som material, físico, mas a impressão psíquica dos sons, perceptível quando pensamos em uma palavra, mas não a falamos".
Ao pensarmos na linguagem verbal, tendo a língua como código, os signos linguísticos são, então, os responsáveis pela representação das ideias, sendo esses signos as próprias palavras que, por meio da fala ou da escrita, associamos a determinadas ideias. A relação entre esses dois formantes do signo, então, é uma função indissociável e definidora de seus funtivos.

## Subdivisões
Esquematicamente, um signo consiste em duas subdivisões:
1. Um conceito - ou seja, o significado (signifié)
2. Uma imagem acústica - ou seja, o significante (signifiant), ou forma fonológica em termos generativos.

Em termos simples, um signo é toda unidade portadora de sentido. Em síntese, a soma língua + fala resulta na linguagem. Outro aspecto básico da doutrina saussuriana é a do signo linguístico.
"(...)signos são entidades em que sons ou sequências de sons - ou as suas correspondências gráficas - estão ligados com significados ou conteúdos. (...) Os signos são assim instrumentos de comunicação e representação, na medida em que, com eles, configuramos linguisticamente a realidade e distinguimos os objetos entre si."— Ingedore Koch